# B. F. Hastings Bank Building

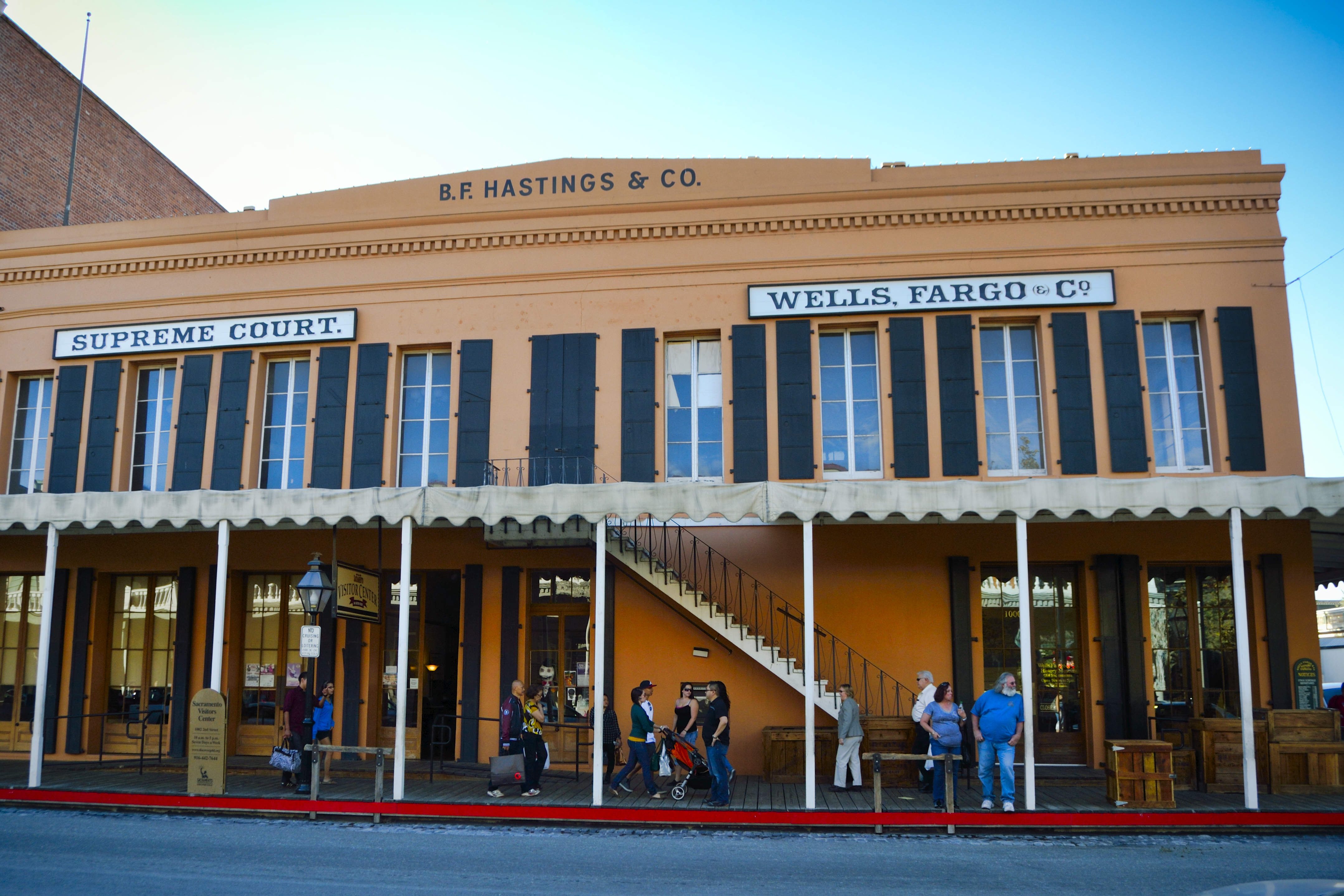
Het B.F. Hastings Bank Building ziet er tegenwoordig opnieuw uit zoals het 1850 was.

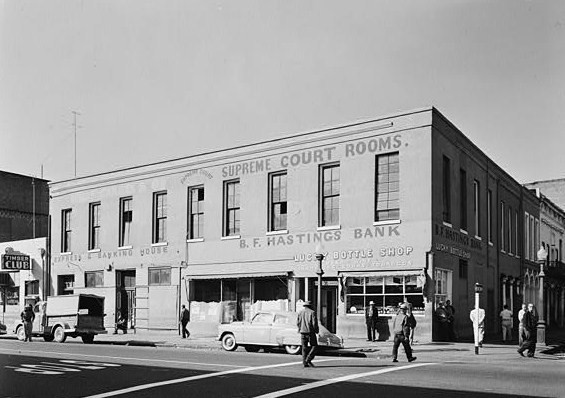
Hetzelfde gebouw in 1960, voor de restauratie

Het B. F. Hastings Bank Building of de Pony Express Terminal is een historisch bouwwerk in het historisch centrum van Sacramento, de hoofdstad van Californië. Het bakstenen hoekgebouw met twee bouwlagen is erkend als National Historic Landmark voor zijn rol in de Pony Express. Het gebouw is hersteld in de stijl van de vroeg-Amerikaanse periode, kort na 1848 dus.

## Geschiedenis
Het eerste gebouw op de hoek van Second Street en J Street was de kruidenierszaak van Wesley Merritt. Een brand op 2 november 1852 legde grote delen van Sacramento, waaronder de winkel, in as. Financiële problemen noodzaakten Merritt om het perceel op 16 maart 1853 aan Benjamin F. Hastings te verkopen. Hastings bouwde er in april 1853 een kantoor voor zijn bank, Hastings & Company. In de jaren 1850 hadden ook twee textielhandelaars, Wells, Fargo & Company en een telegrafiebedrijf een kantoor in het gebouw van Hastings.
Toen Sacramento in 1854 de hoofdstad werd van Californië, nam het Hooggerechtshof van Californië tijdelijk zijn intrek in het gebouw. Dat was in februari 1855. Twee jaar later verhuisde het gerechtshof naar Jansen Building twee straten verderop, maar in december 1859 verhuisden ze terug naar het Hastings-gebouw. Het gerecht bleef er tot in 1869, toen het Capitool van Californië werd voltooid.
Het gebouw is vooral van historisch belang als westelijk eindpunt van de Pony Express van april 1860 tot maart 1861. De Pony Express was een onderneming om post in minder dan tien dagen van Saint Louis (Missouri) naar de westkust van de Verenigde Staten te vervoeren.
In 1966 werd het bouwwerk erkend als National Historic Landmark voor zijn rol in de Pony Express. Het gebouw maakt verder ook deel uit het Old Sacramento State Historic Park, eveneens een National Historic Landmark. Een beetje verderop staat een standbeeld ter nagedachtenis van de Pony Express.
Tegenwoordig huisvest het gebouw op de benedenverdieping het Wells Fargo History Museum en het Towe Auto Museum. De bovenverdieping is gesloten wegens renovatie.
National Historic Landmarks:   Ahwahnee Hotel · Alcatraz Island · Aline Barnsdall Complex · Alma · Angelus Temple · Aquatic Park Historic District · Asilomar Conference Grounds · Balboa Park · Balclutha · Baldwin Hills Village · Bank of Italy Building · Berkeley · Big Four House · Bodie Historic District · Borax Lake Site · Bradbury Building · Bron nr. 4 op het Pico Canyon Oilfield · C.A. Thayer · California Powder Works Bridge · Carmel Mission · Carrizo Plain Archeological District · Chicano Park · Civic Center (SF) · Coloma · Columbia Historic District · Commander's House (Fort Ross) · Coso Rock Art District · Donner Camp · Drakes Bay · Eames House · Edwin Hubble House · Elmshaven · Estudillo House · Eureka · First Church of Christ, Scientist · Folsom Powerhouse · Fort Ross · Frank Norris Cabin · Fresno Sanitary Landfill · Gamble House · Geboortehuis van Richard Nixon · Gunther Island Site 67 · Hale Solar Laboratory · Hanna–Honeycomb House · Harada House · Hearst San Simeon Estate · Hercules · Hotel del Coronado · Hubert H. Bancroft Ranch House · Jack London Ranch · James C. Flood Mansion · Joaquin Miller House · John Muir House · Richard and Dion Neutra VDL Research Houses and Studio · Jose Castro House · Juan de Anza House · Kabeltram van San Francisco · Kamer 307 in Gilman Hall · Knights Ferry Bridge · La Purísima Concepción-missie · Lake Merritt Wild Duck Refuge · Larkin House · Las Flores Estancia · LeConte Memorial Lodge · Leland Stanford House · Little Tokyo Historic District · Lou Henry and Herbert Hoover House · Locke Historic District · Los Alamos Ranch House · Los Angeles Memorial Coliseum · Los Cerritos Ranch House · Lower Klamath National Wildlife Refuge · Luther Burbank House and Garden · Manzanar War Relocation Center · Mare Island Naval Shipyard · Marin County Civic Center · Mendocino Woodlands Recreational Demonstration Area · Missiekerk van San Luis Rey de Francia · Mission Beach Roller Coaster · Mission Inn · Modjeska House · Monterey Old Town Historic District · New Almaden · Nuestra Señora Reina de la Paz · Oak Grove Butterfield Stage Station · Old Customhouse · Old Mission Dam · Old Sacramento Historic District · Old Scripps Building · Old United States Mint · Our Lady of Guadalupe Mission Chapel (McDonnell Hall) · Paramount Theatre · Parsons Memorial Lodge · Petaluma Adobe · Pioneer Deep Space Station · Point Reyes Lifeboat Station · Pony Express Terminal · Presidio van San Diego · Presidio van San Francisco · Rafael Gonzalez House · Ralph J. Scott · Ralston Hall · Rancho Camulos · Rancho Guajome Adobe · Rangers' Club · Relief (WAL-605) · Rogers Dry Lake · Rose Bowl · Royal Presidio Chapel · San Diego Mission Church · San Francisco Bay Discovery Site · San Francisco Port of Embarkation · San Juan Bautista Plaza Historic District · San Miguel Arcángel-missie · Santa Barbara County Courthouse · Santa Barbara-missie · Santa Cruz Looff Carousel and Roller Coaster · Santa Inés-missie · Santa Monica Looff Hippodrome · Sonoma Plaza · Space Flight Operations Facility · Space Launch Complex 10 · SS Jeremiah O'Brien · SS Lane Victory · Star of India · Steedman Estate · Sutter's Fort · Swedenborgiaanse Kerk (SF) · Tao House · The Forty Acres · Tule Lake Segregation Center · Twenty-Five-Foot Space Simulator · Unitary Plan Wind Tunnel · US Immigration Station of Angel Island · US Post Office and Court House (LA) · US Post Office and Court House (SF) · Upton Sinclair House · USCGC Fir · USS Hornet · USS Pampanito · USS Potomac · Walker Pass · Warner's Ranch · Watts Towers · Wawona Hotel en de Thomas Hill Studio · Yuma Crossing